# David Amram
David Amram (* 17. listopadu 1930 Filadelfie, Pensylvánie) je americký hudební skladatel, dirigent a hudebník, jehož primárním nástrojem je francouzský roh, ale hraje i na různé další nástroje. Nejprve krátce v roce 1948 studoval na Oberlin College Conservatory, ale titul získal až v roce 1952 na George Washington University. V roce 1955 hrál s Lionelem Hamptonem a později s Charlesem Mingusem. Rovněž napsal několik knih, složil hudbu k filmům a hrál s mnoha hudebníky, mezi které patří Pete Seeger, Oscar Pettiford, Kenny Dorham, Mary Lou Williams nebo Steve Goodman.